# Ludolf von Kurland
Ludolf von Kurland (* unbekannt; † 1359) war Bischof von Kurland und Priester des Deutschen Ordens.
Als Dompropst von Kurland wurde Ludolf nach dem Tode des Bischofs Johann II. von Kurland vom Domkapitel zu dessen Nachfolger gewählt und am 14. März 1354 durch Papst Innozenz VI. als solcher bestätigt. Wegen Zweifels an der Gültigkeit seiner Wahl begab er sich an die päpstliche Kurie, wo der Papst seine Wahl kassierte und ihn aus eigener Vollmacht, nachdem Ludolf auf die Wahl verzichtet hatte, zum Bischof von Kurland ernannte.